# Cronologia della caduta di Costantinopoli

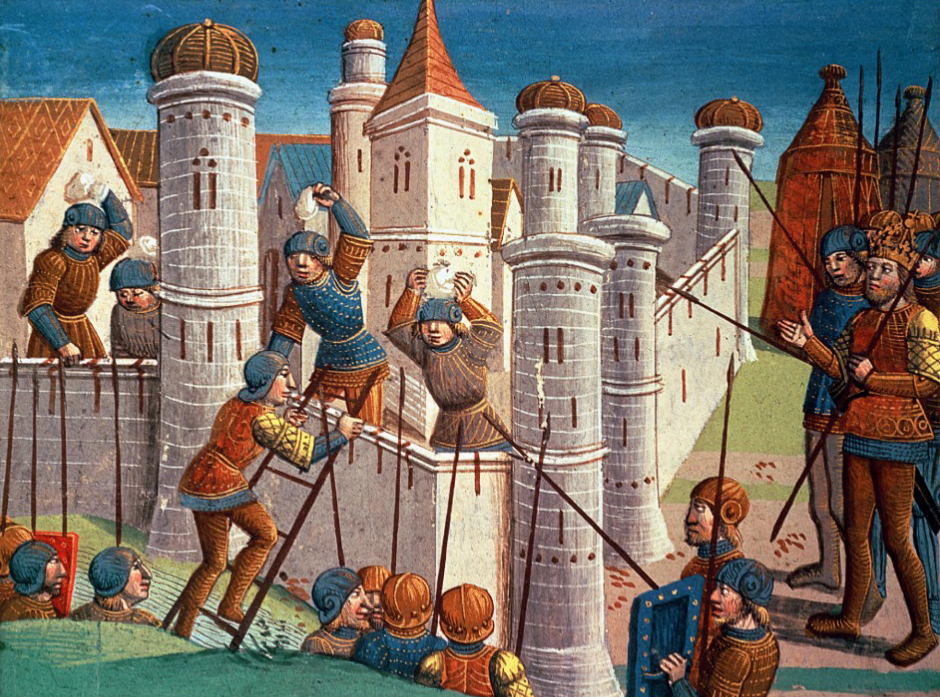
L'assedio di Costantinopoli.

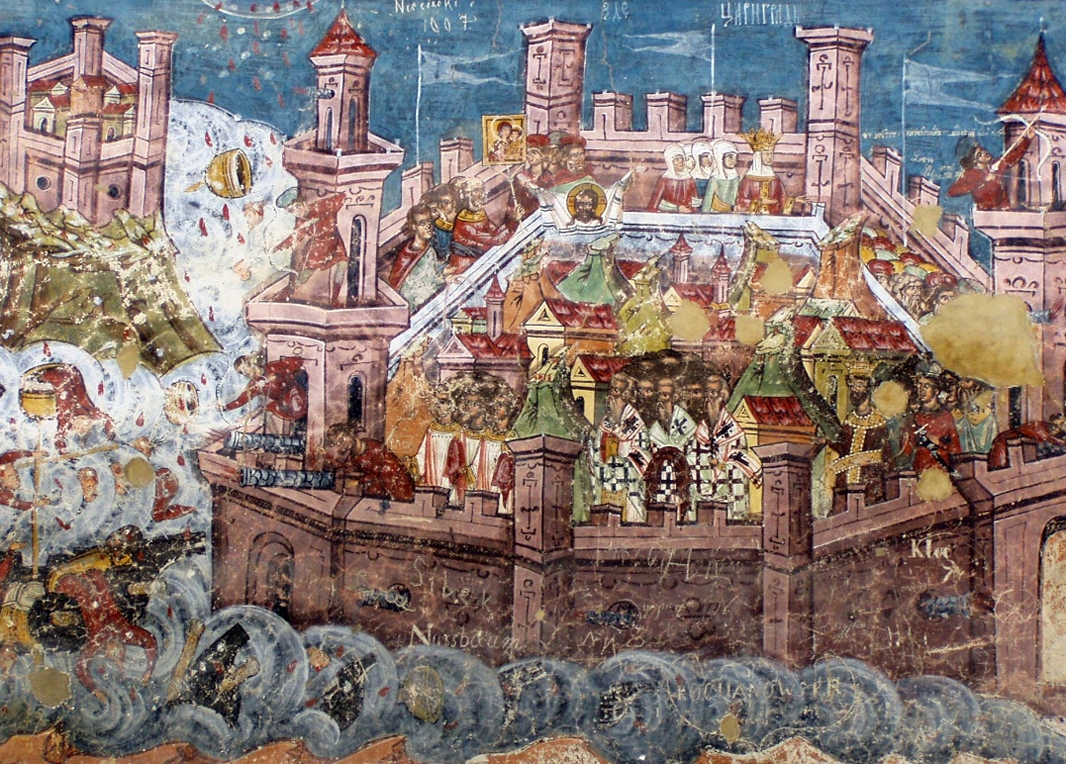
L'assedio di Costantinopoli.

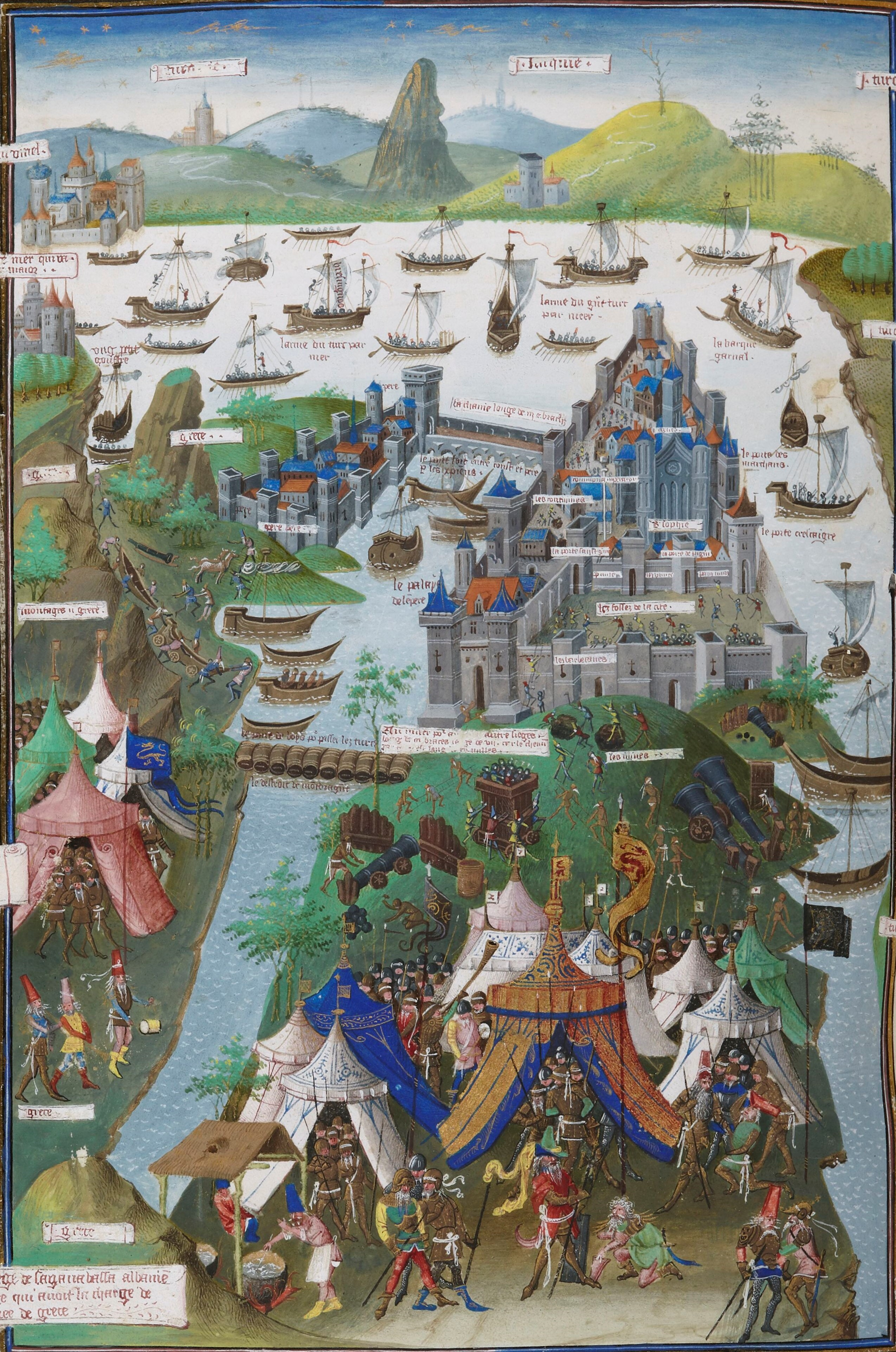
Miniatura francese, rappresentante l'assedio di Costantinopoli del 1453, Voyages d'Outremer di Bertrandon de la Broquière, del 1455.

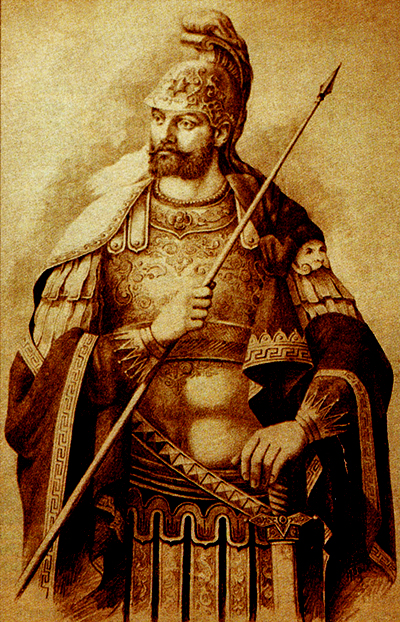
Rappresentazione di Costantino XI, prodotta nel XIX secolo.

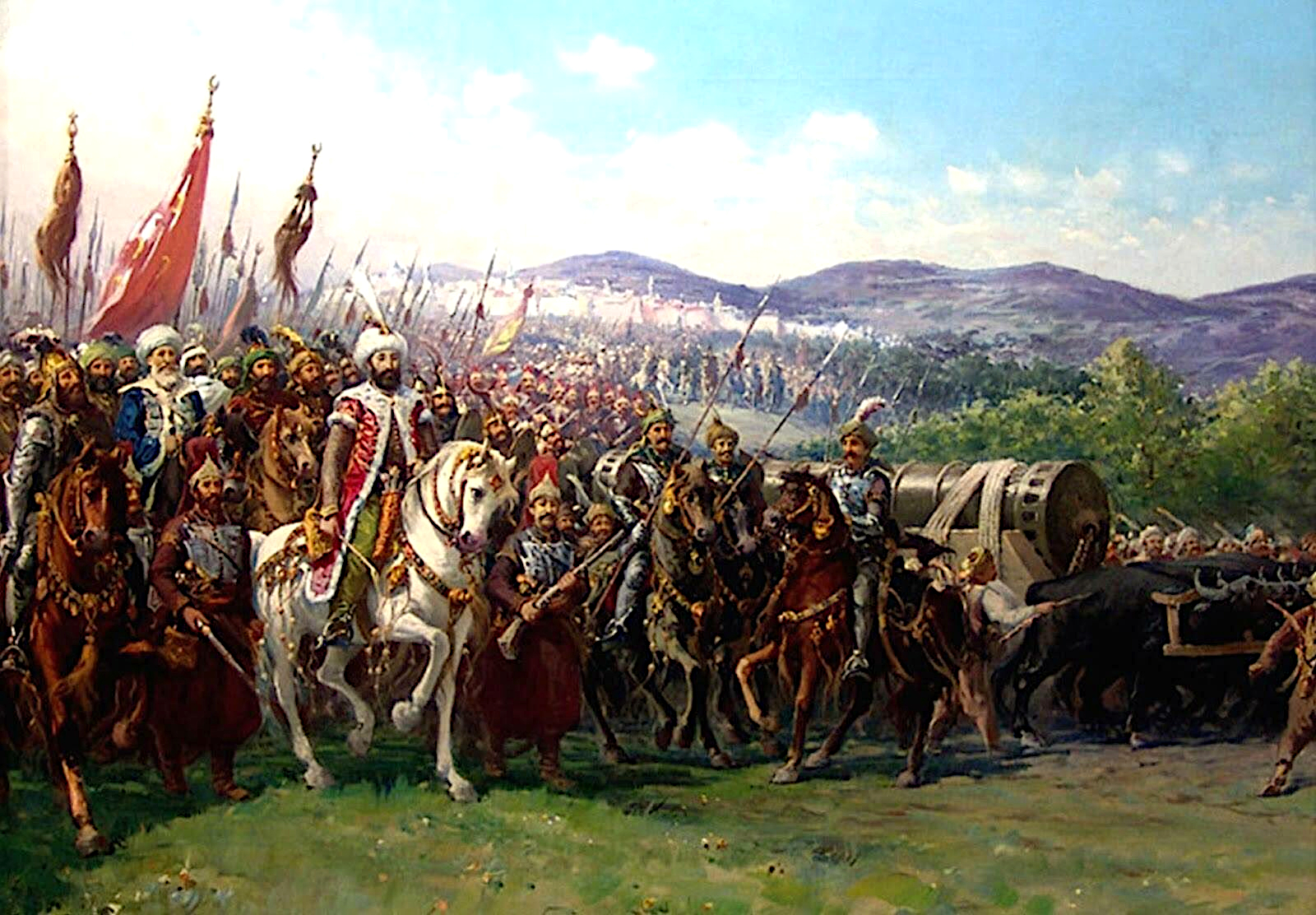
L'esercito ottomano, con la grande bombarda.

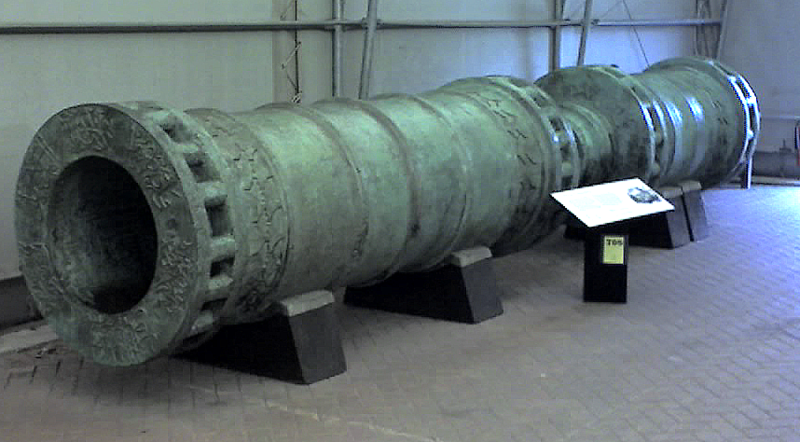
La bombarda ottomana.

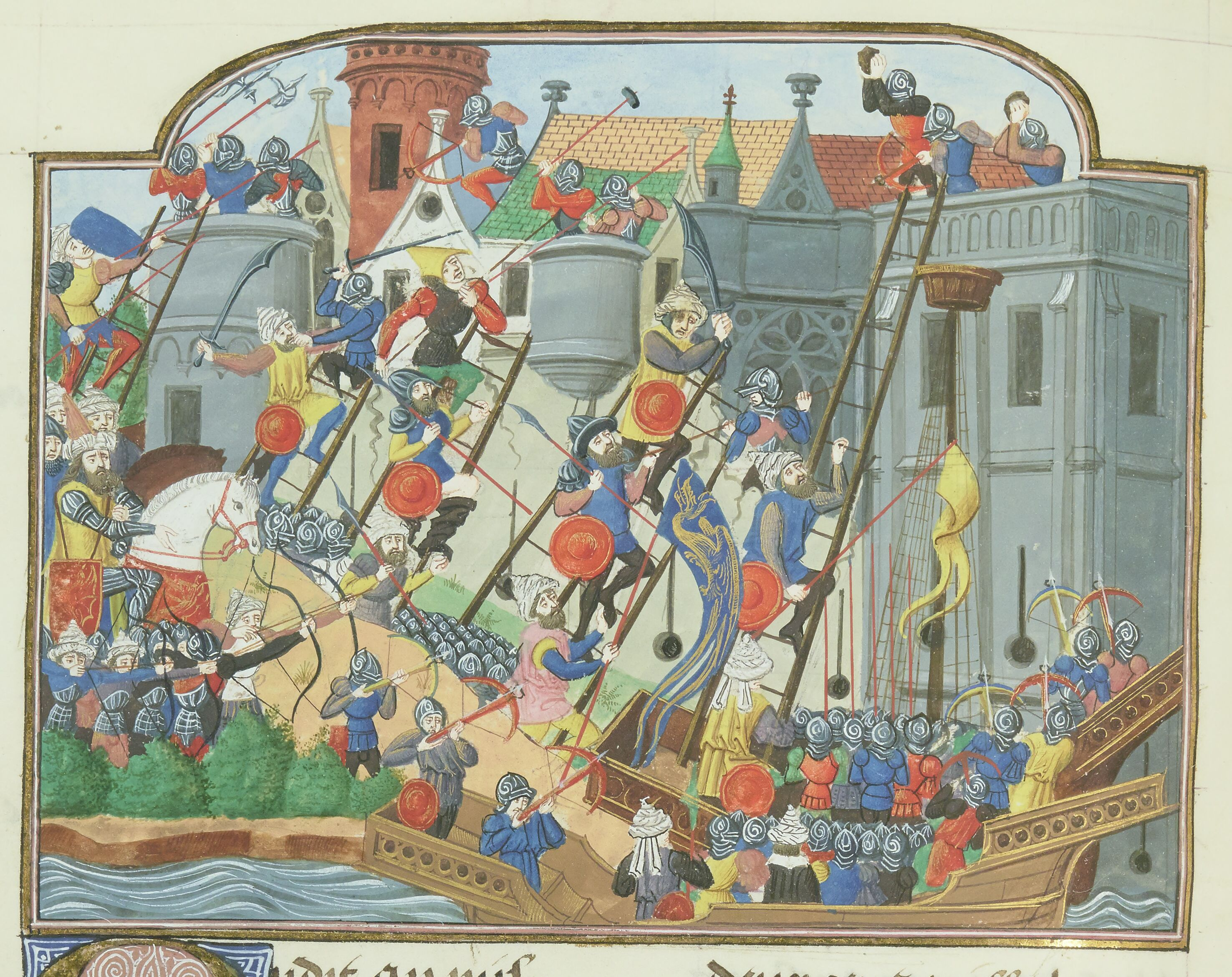
Siège de Constantinople di Jean Chartier
Una rappresentazione dell'assedio realizzata nel XV secolo.

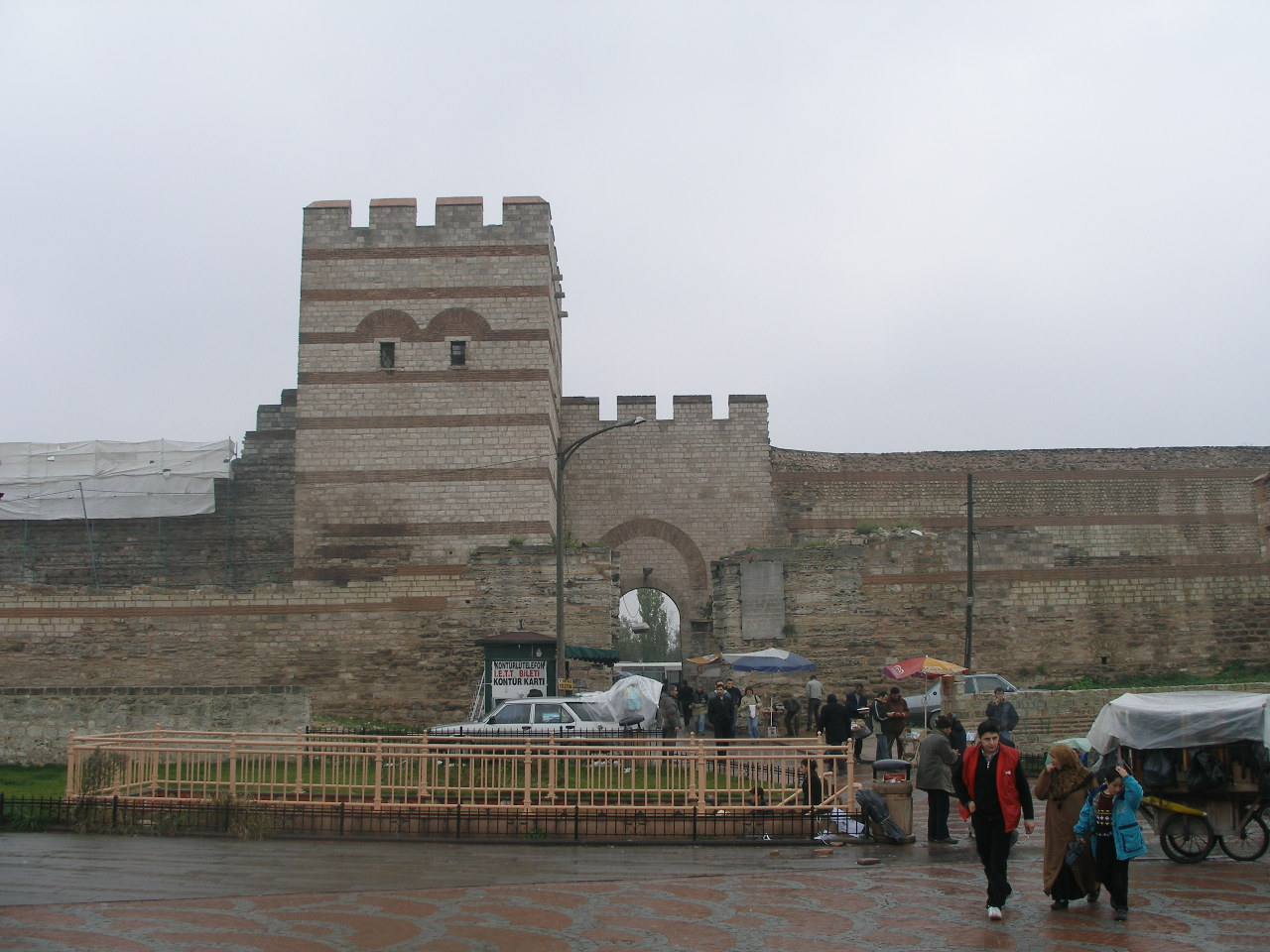
La porta di San Romano a Costantinopoli.

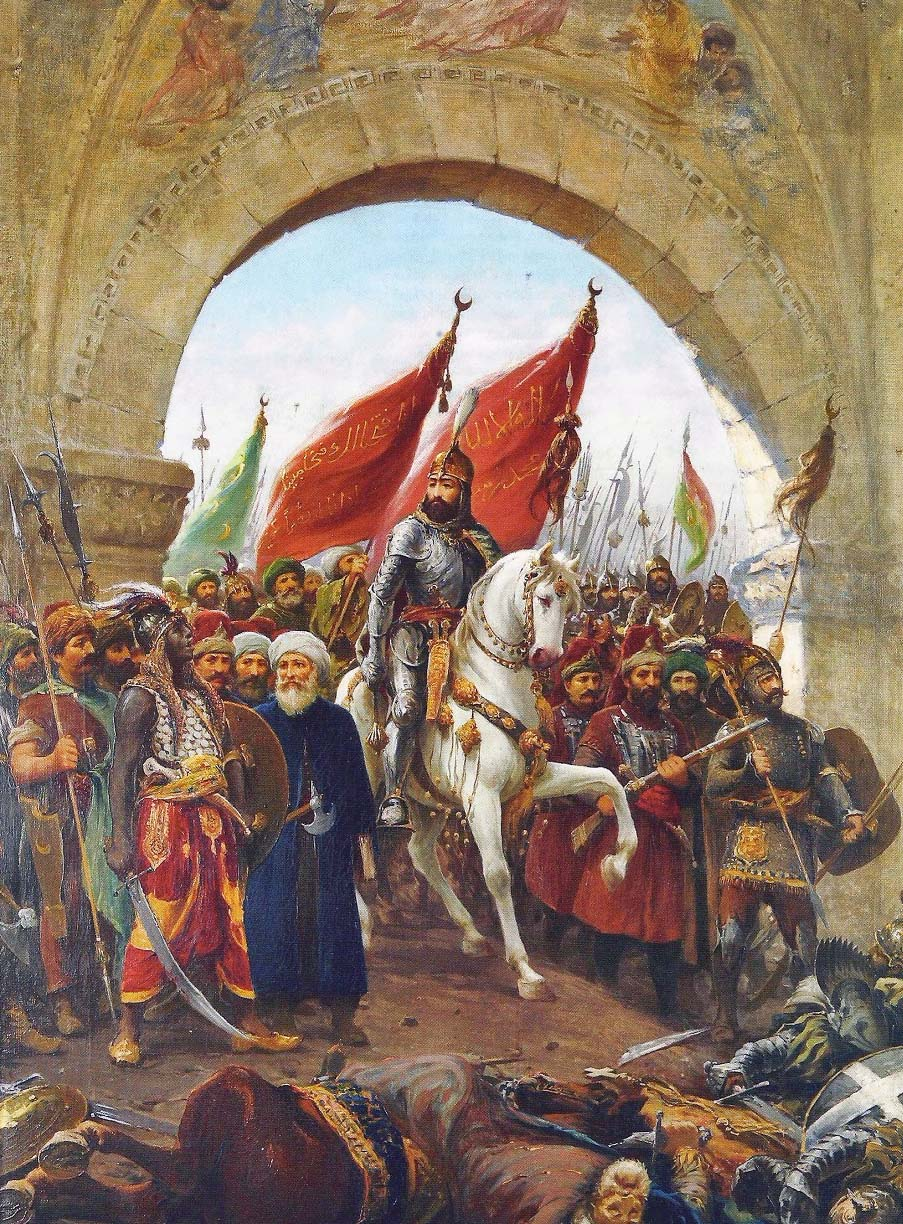
Mehmet II entra vittorioso dentro Costantinopoli.

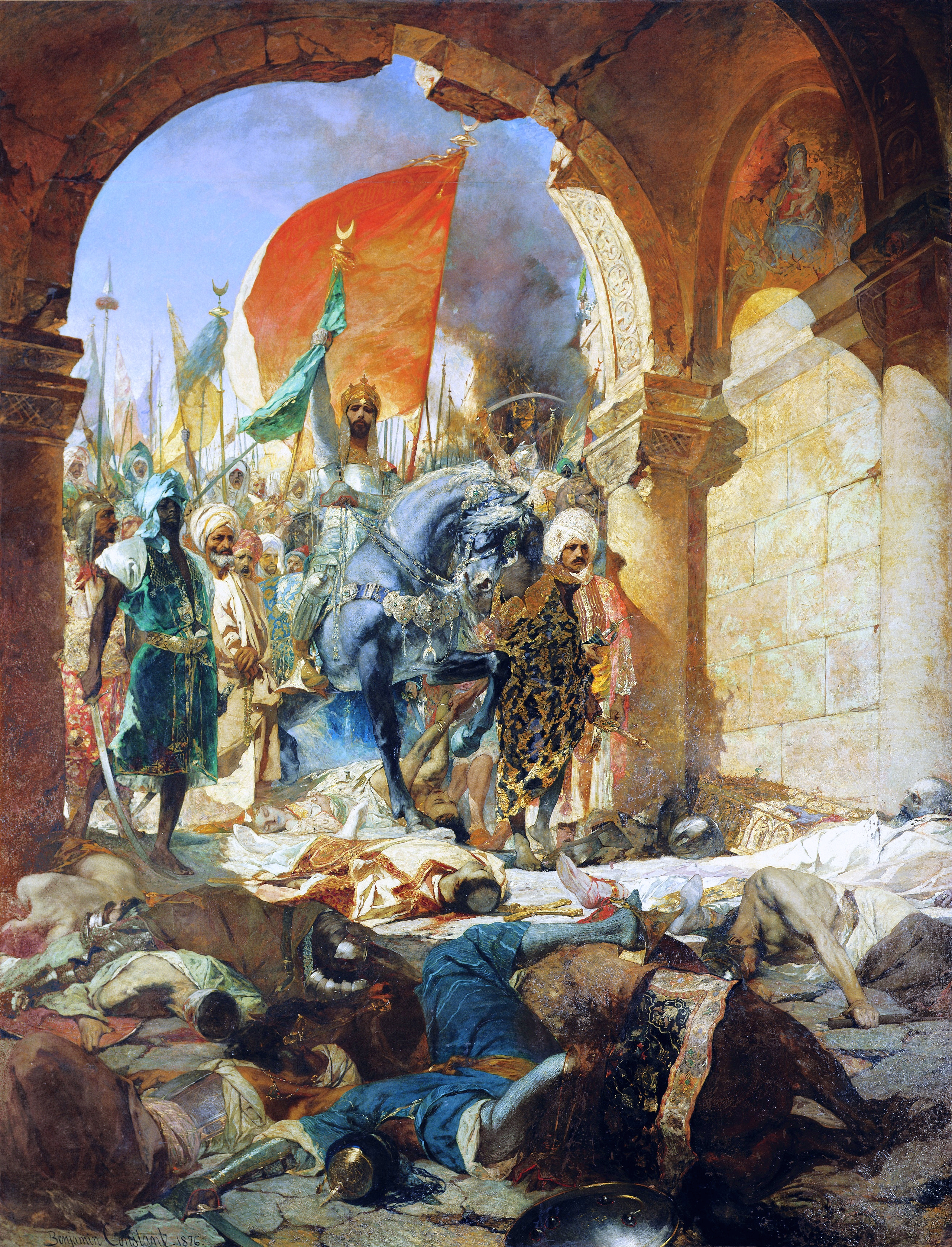
Mehmet II entra a Costantinopoli, dopo averla conquistata.

L'ultimo assedio di Costantinopoli, capitale dell'Impero Romano d'Oriente, avvenne nel 1453. I Turchi Ottomani, guidati dal sultano Maometto II, conquistarono la città il 29 maggio, dopo quasi due mesi di combattimenti.

## Cronologia
- Lunedì 2 aprile: un distaccamento turco giunge nei pressi di Costantinopoli. Sortita dei difensori.
- Giovedì 5 aprile: l'esercito turco guidato dal sultano giunge a Costantinopoli accampandosi ad un miglio e mezzo dalla città.
- Venerdì 6 aprile: i turchi prendono le posizioni loro assegnate per l'assedio, ed i difensori fanno lo stesso. Gli Ottomani aprono le ostilità con i cannoni, ed al tramonto il settore delle mura presso la Porta Charisii è seriamente danneggiato.
- Sabato 7 aprile: il settore della Porta Charisii crolla sotto il perseverante cannoneggiamento ma viene riparato velocemente nella notte dai difensori.
- Domenica 8 aprile: Mehmet II compie un sopralluogo nei dintorni di Costantinopoli in attesa di altri cannoni per abbattere le mura; nel frattempo si inizia il riempimento del fossato e l'individuazione delle zone in cui piazzare le mine.
- Lunedì 9 aprile: Balta-oghlu, ammiraglio della flotta ottomana, saggia le difese dello sbarramento del Corno d'Oro, fallendo l'attacco. L'ammiraglio decide di attendere i rinforzi della squadra del Mar Nero. Intanto, il sultano assalta due castelli fuori le mura: il primo, Therapia, edificato su di una collina sopra il Bosforo, resiste per due giorni, poi le mura cedono all'artiglieria.
- Martedì 10 aprile: Balta-oghlu assalta un'isola bizantina del Marmara e deporta gli abitanti perché hanno resistito all'invasione barricandosi su una torre, data poi alle fiamme. Il Sultano dà l'assalto al secondo castello nei pressi del villaggio di Studion sul Marmara, demolito in poche ore dal fuoco dell'artiglieria. (36 sopravvissuti, tutti impalati)
- Mercoledì 11 aprile: il sultano torna nella sua tenda eretta davanti alle mura della valle del Lico; i cannoni pesanti sono disposti secondo i suoi desideri.
- Da giovedì 12 a martedì 17 aprile: comincia il bombardamento vero e proprio sulle mura, progettato per durare con incessante monotonia per sei settimane. Le piogge e le piattaforme instabili rendono l'uso dei cannoni più grandi (compreso il mostro di Urban) difficoltoso: potevano sparare solo sette volte al giorno, provocando però ingenti danni. Le palle avvolte in una nube nerastra si frantumavano sulle mura esterne demolendone grandi settori. I difensori provarono a gettare balle di lana e cuoio sulle mura, con scarsi risultati. Sul Mare, Balta-oghlu ricevuti i rinforzi attacca lo sbarramento al Corno d'Oro con frecce infuocate e cannoni, ma le navi turche non hanno un tiro sufficientemente alto per raggiungere i punti vitali delle galee cristiane; inoltre l'arrivo di Luca Notara, giunto a dar manforte a quelli dello sbarramento, consente il contrattacco cristiano. Balta-oghlu per salvare le sue navi dall'accerchiamento è costretto a ripiegare verso la base strategica turca delle Due Colonne. Il sultano fa ridisegnare i progetti dei cannoni e qualche giorno dopo un cannone affonda una galea: dopo questo avvenimento le navi cristiane si ritirano dentro lo sbarramento, protette dalle mura di Pera.
- Mercoledì 18 aprile: al mattino, le mura esterne sono quasi del tutto demolite ed il fossato quasi tutto riempito; nonostante questo, Giovanni Giustiniani Longo e i suoi erigono nel pomeriggio una palizzata di legno e barili riempiti di sabbia. Due ore dopo il tramonto, fanteria pesante, tiratori di giavellotti, arcieri e soldati della guardia giannizzera danno l'assalto alla palizzata: alcuni sono armati di torce e aste con uncini, altri di scale a pioli. Il combattimento dura quattro ore: gli italiani di Giustiniani e i Greci combattono spalla a spalla, spronati da quel comandante carismatico. Poiché l'assalto è concentrato in un solo punto, la superiorità numerica turca non serve a nulla dato che i cristiani sono meglio equipaggiati. Nelle cronache contemporanee si stimano duecento morti turchi e nessun cristiano.
- Venerdì 20 aprile: al mattino, tre galee genovesi affittate da papa Niccolò V e un trasporto bizantino con i rifornimenti di grano sono avvistati dalle sentinelle della città e da quelle turche. Il sultano ordina a Balta-oghlu di catturare le navi o di affondarle, e di non tornare vivo nel caso gli fossero scappate. In tre ore migliaia di remi squassarono le acque del Marmara puntando verso le quattro navi a vela. Nel pomeriggio le navi giungono al largo della parte sud-Orientale della città, il mare si fa agitato ed il vento spira contrario alla corrente del Bosforo. Le biremi e triremi turche sono difficilmente controllabili in queste condizioni, inoltre le navi cristiane sono più alte e meglio armate: gli ottomani possono solo tentare di appiccare il fuoco agli scafi. Per un'ora le navi cristiane si liberano di quelle turche, ma proprio quando sono sotto l'acropoli, il vento cessa di spirare e la corrente le porta verso Pera, a poca distanza dal luogo dove si trova il Sultano. Balta-oghlu prova a fiaccare le resistenze cristiane bersagliando di fuoco le navi, ma ogni incendio è spento dalle ciurme: ordina dunque ai suoi di andare all'arrembaggio. L'ammiraglio prova a raggiungere il trasporto, una nave genovese è circondata da cinque triremi, una da trenta fuste e l'altra da quaranta parandarie cariche di soldati. Ad ogni nave turca eliminata se ne fa sempre sotto un'altra. I turchi si trovano comunque in difficoltà, poiché i genovesi hanno una superiorità tecnica impareggiabile e non si fanno sopraffare: i remi turchi si ostacolano l'un l'altro e i cannoni italiani sono meglio piazzati. I Genovesi sono in grado accostare tutte le loro navi, che appaiono come una grande fortezza galleggiante. Al tramonto, quando tutto sembra perduto per gli italiani poiché erano sospinti lontano dallo sbarramento e quindi dal porto, si leva ancora il vento e le navi cristiane rompono il blocco turco accostandosi al Corno d'Oro. I Turchi, scesa la sera, si ritirano e il porto della città accoglie festosamente le navi. Erano morti solo ventitré marinai cristiani e centinaia di Turchi.
- Sabato 21 aprile: Balta-oghlu è convocato da Mehmet e tacciato di tradimento, viltà e pazzia. Ma non viene decapitato perché i suoi ufficiali testimoniano il suo coraggio: viene però spogliato di cariche e di beni, bastonato sotto la pianta dei piedi e lasciato libero di passare i suoi ultimi giorni in squallida oscurità. Il posto di ammiraglio della flotta è preso da Hamza Bey. Sulle mura il bombardamento riprende più acuto dopo la sconfitta ottomana sul mare; nel pomeriggio è demolita una grande torre nella valle del Lico chiamata "la Bactatinian" assieme a un'ampia porzione di mura esterne: se si fosse ordinato un attacco su tutta la linea, i turchi avrebbero sfondato, ma il Sultano non è alle mura. Mehmet II è alle Due Colonne e sotto suggerimento di un italiano trova il modo per superare lo sbarramento del Corno d'Oro. Trasporta via terra le navi dal Bosforo al Corno d'Oro attraverso una strada che i turchi avevano già costruito in precedenza; per impedire agli abitanti di Pera di salire sulle mura per spiare, il cannone centra qualche volta i bastioni mentre spara sullo sbarramento per distrarre i cristiani.
- Domenica 22 aprile: le navi sono legate a piattaforme mobili e trainate da buoi e squadre di uomini sulle alture. I vogatori muovono i remi nell'aria, le vele sono issate, le bandiere garriscono ed i tamburi rullano accompagnati da pifferi e trombe. Apre la strada una fusta, seguita da una settantina tra biremi, triremi, e parandarie. Nel pomeriggio segue un consiglio dei capitani cristiani e si avanzano diversi ipotesi: chiedere l'aiuto dei genovesi di Pera e con le loro navi attaccare in massa i turchi, ma si sarebbe perso tempo nelle trattative; sbarcare nella Valle delle Terme un contingente per annichilire i cannoni ivi situati, ma non ci sono uomini sufficienti per un tale azzardo; infine, si decide sotto suggerimento di Jacopo Cocco di attaccare la notte stessa per dar fuoco alle navi turche. Il progetto viene rimandato alla notte del 24 ed il segreto trapela, poiché i genovesi, invidiosi dei veneziani, vogliono partecipare anche loro facendo rimandare l'operazione al 28. La notizia arriva a Pera e viene ascoltata da un genovese al soldo del Sultano.
- Da lunedì 23 a venerdì 27, cannoneggiamenti sulle mura e preparativi per la sortita navale. Colletta e comitato di distribuzione del cibo nella Città organizzato dal Basileus Costantino XI.
- Sabato 28 aprile: due ore prima dell'alba, comincia l'azione di sabotaggio. Si vede su una delle torri di Pera una luce, ma nessuno osa pensare al tradimento. Due navi da trasporto, due galere comandate da Trevisan e da Zaccaria Grioni, e tre fuste guidate dallo stesso Cocco con molte piccole imbarcazioni contenenti materiale infiammabile, si dirigono verso la flottiglia turca, ma poco prima che arrivino si sente un immenso boato: i Turchi aprono simultaneamente il fuoco e la nave di Cocco viene centrata e affondata. Cocco stesso muore. Il fuoco è concentrato sui battelli e sulla nave di Trevisan che affonda. Le navi turche contrattaccano, ma i cristiani le distaccano e dopo due ore di battaglia i rispettivi schieramenti tornano ai loro ormeggi. I superstiti vengono uccisi davanti alle mura della città e a Costantinopoli, per vendetta, vengono decapitati i prigionieri turchi. Mehmet fa costruire un ponte di barili sul Corno d'Oro appena oltre le mura delle Blacherne.
- Da domenica 29 aprile a venerdì 4 maggio: cannoneggiamento quotidiano, trattative sottobanco dell'imperatore tramite i genovesi di Pera.
- Sabato 5 maggio: una palla di cannone turca affonda una nave mercantile genovese ormeggiata sotto le mura di Pera. I genovesi protestano col sultano ma gli viene detto che solo alla conquista della città il caso sarà esposto al sultano, che risarcirà il mercante. Il Mostro di Urban finisce nel frattempo fuori uso.
- Domenica 6 maggio: il poderoso cannone dell'ungherese è ristabilito, e le navi turche del Corno d'Oro vengono poste in assetto da combattimento; si sospetta un attacco per il giorno seguente.
- Lunedì 7 maggio: assalto notturno dei turchi, quattro ore dopo il tramonto, tre ore di combattimento. Un soldato greco di nome Rhangabe si racconta avesse tagliato in due il portabandiera del sultano, Amir Beg, benché poi fosse stato trucidato. Assalto respinto.
- Martedì 8 maggio: nulla di significativo.
- Mercoledì 9 maggio: i cristiani spostano le navi nel Neorion (piccolo porto) e decidono di mandare gli equipaggi a difendere e riparare le mura delle Blacherne.
- Giovedì 10 maggio: nulla di significativo.
- Venerdì 11 maggio: nulla di significativo.
- Sabato 12 maggio: attacco turco su larga scala, sul congiungimento delle mura Teodosiane con quelle delle Blacherne, a mezzanotte meno dieci, respinto. I turchi desistono poiché le mura sono troppo resistenti.
- Domenica 13 maggio: tutti gli equipaggi giungono a riparare le mura delle Blacherne, appena in tempo.
- Lunedì 14 maggio: il Sultano sposta i cannoni dalla Valle delle Terme al quartiere delle Blacherne bombardando il tratto che risale l'altura, ma i danni sono lievi e Mehmet si risolve di spostare i cannoni più forti nella valle del Lycus.
- Martedì 15 maggio: spostamento artiglieria turca.
- Mercoledì 16 maggio: attacco navale allo sbarramento da parte dei turchi. I lavori di mina sotto le mura delle Blacherne vengono scoperti dalla difesa.
- Giovedì 17 maggio , secondo attacco navale allo sbarramento, respinto senza quasi dover combattere. Giovanni Grant sotto l'ordine del Megadux Notara scava una contro-mina riuscendo a bruciare i sostegni in legno delle gallerie ottomane e seppellendo molti nemici.
- Venerdì 18 maggio: durante la notte tra il 17 ed il 18 viene costruita una torre, esposta ai difensori davanti alle mura del Mesoteichion. Costruita con un'ossatura in legno e ricoperta da pelli di bue e cammello, ha all'interno una scalinata che porta ad una piattaforma alta come le mura esterne. Gli uomini del sultano lavorano per creare sul fossato un passaggio solido per la torre che si erge a loro difesa al limite del fossato durante i lavori di riempimento. Nonostante una strenua difesa dei cristiani, al tramonto, il fossato è quasi del tutto riempito. Ma nella notte un manipolo di difensori esce e piazza dei barili di polvere da sparo sotto la torre, appiccandovi il fuoco. La torre detona e brucia, al mattino anche il fossato è quasi del tutto ripulito e le mura, nei pressi dei ruderi della torre mobile, sono rinforzate da una nuova palizzata.
- Sabato 19 maggio: i turchi tentano con altre piccole torri l'assalto alle mura ma gli attacchi si rivelano inutili.
- Domenica 20 maggio: nulla di significativo.
- Lunedì 21 maggio: manovre turche nei pressi dello sbarramento, ma nessun attacco, per paura di subire un'altra sconfitta. Viene scoperta una mina sotto la porta Caligaria, contro-minata da Notara e Grant; in alcune gallerie si scacciano i minatori col fumo, in altre si allagano i cunicoli con l'acqua delle cisterne.
- Martedì 22 maggio: nulla di significativo.
- Mercoledì 23 maggio: i Greci circondano un'altra mina sotto le mura delle Blacherne e catturano un ufficiale, il quale, appositamente torturato, è in grado di rivelare tutte le ubicazioni delle rimanenti gallerie turche. Grant comincia a demolirle una ad una.
- Giovedì 24 maggio: Grant termina il lavoro di demolizione delle mine turche. Una mina era stata nascosta tanto accuratamente che se non avessero avuto la soffiata non sarebbe stata mai stata scoperta. Al pomeriggio si avvista un brigantino nel Marmara, inseguito dai turchi, che la notte penetra oltre lo sbarramento. Porta la notizia che la flotta di soccorso veneziana non è stata avvistata in tutto l'Egeo. Costantino piange e dice che ora solo Cristo potrà salvarli. Nella notte c'è un'eclissi di Luna piena e cominciano a circolare leggende sulla fine della città, legate al nome di Costantino; si fa una processione portando a spalle per la città l'icona della Vergine, che cade e viene raddrizzata a fatica, poiché sembra pesare come il piombo. Segue un temporale fortissimo che allaga le strade, che paiono torrenti in piena.
- Venerdì 25 maggio: (il bombardamento persiste) la città è avvolta in una fitta coltre nebbiosa. La notte, diradata la nebbia, si vede sulla cupola della cattedrale dello Spirito Santo una strana luce, della Divina Presenza per i Greci, e della Vera Fede per i Turchi. Anche oltre i campi ottomani, nella campagna, appaiono luci mistiche: si pensa possa essere un esercito cristiano, ma così non è. I ministri pregano il Basileus di fuggire dalla città e organizzare il suo salvataggio dall'esterno, ma egli prima sviene dalla spossatezza, poi, rinvenuto, decreta che non abbandonerà mai il suo popolo.
- Sabato 26 maggio: (il bombardamento persiste) un greco rinnegato, di nome Ismail, raggiunge la città assediata in veste di emissario del Sultano, richiedendo di condurre un mediatore alla tenda di Mehmet per ascoltare le offerte del suo signore. Un uomo, di cui non si conosce il nome, segue il rinnegato che, nel tempo trascorso in città, provò a convincere alcuni amici che avrebbero potuto ancora salvarsi se avessero accettato la proposta del Sultano: pagare 100 000 bisanti d'oro come tributo annuo; in alternativa, ogni cittadino sarebbe potuto uscire dalla città con i propri beni mobili ed avrebbe avuto salva la vita. Ma nessuno è intenzionato, dopo tanti sforzi, a lasciare la città nelle mani degli ottomani. I negoziati così sono respinti dal Basileus e dal consiglio; Costantino offre al Sultano ogni suo bene esclusa la città, ma Mehmet replica che le uniche scelte lasciate ai greci sono: la resa, la morte, o la conversione all'Islam. Il Sultano nel frattempo ha radunato il Consiglio. Çandarlı Halil Pascià II, gran visir del precedente sultano Murad II prende la parola facendo leva sulla sua figura influente e saggia, e dice che è necessario cessare l'assedio, ricordando che Venezia può arrivare con una flotta da un giorno all'altro e facendo notare quanto siano deboli gli ottomani sul mare, e che Genova avrebbe dovuto seguire l'esempio veneziano. Suggerisce di chiedere condizioni accettabili al Basileus. Ma prende la parola Saghanos Pascià, che si alza in piedi e vedendo Mehmet furioso per le parole di Çandarlı Halil Pascià II ricorda le divisioni dei cristiani, dubitando che una flotta italiana sia in arrivo; ricorda inoltre il loro antenato Alessandro Magno, che con un esercito esiguo aveva conquistato mezzo mondo. I generali più giovani si alzano sostenendo Saghanos e Mehmet ottiene ciò che desiderava: la volontà di combattere da parte dei suoi uomini. Saghanos va a chiedere ai soldati cosa vogliano fare e torna affermando che non un solo uomo desidera tornare a casa senza aver preso la città. Çandarlı Halil Pascià II capisce che la sua carriera è terminata. La notizia della decisione ottomana giunge in città ai cristiani che combattevano per il Sultano.
- Domenica 27 maggio: il bombardamento è concentrato sulla palizzata del Mesoteichion: tre palle del grande cannone ne disintegrano una parte e Giustiniani, lievemente ferito, si allontana per farsi medicare. Prima di notte è già tornato al suo posto. Intanto Mehmet passa in rassegna tutte le truppe annunciando che ci sarà l'assalto finale e che i soldati della fede avranno tre giorni per saccheggiare la città: a lui interessano solo gli edifici, mentre ogni ricchezza sarà distribuita in modo imparziale fra le truppe. Dentro le mura si odono le grida musulmane «Non c'è altro Dio che Allah, e Maometto è il Suo Profeta!». Quella notte, al chiarore dei razzi, sciami di operai turchi cantando al suono dei pifferi e delle trombe, si adoperano per rendere più solide le parti del fossato già colmate e per accumulare armi appena dietro il fossato. Gli assediati credono che per il chiarore il campo turco abbia preso fuoco, ma quando si avvedono dell'errore, non resta che pregare. A mezzanotte tutto, d'improvviso, tace. Il Sultano ha ordinato che per il giorno seguente tutti si riposino e preghino.
- Lunedì 28 maggio: il sultano cavalca sino alle Due Colonne, dove le sue navi sono stanziate, e ordina ad Hamza Bey di assaltare l'indomani tutte le mura del Marmara e, dove possibile, tentare la scalata. Sulla via del ritorno dà lo stesso ordine alle navi situate nel Corno d'Oro. Tutto tace fuori le mura, persino i grandi cannoni. Nella città la tensione sale e scoppiano litigi tra veneziani, greci e genovesi. Ma poco dopo si forma una grande processione, le campane suonano e tutti, greci e latini, intonano il Kyrie Eleison. Dopodiché vengono convocati gli ufficiali: ai cittadini greci l'imperatore dice che un uomo deve essere sempre pronto a morire per la sua fede, per il suo paese, per la propria famiglia o per il suo sovrano e che ora il suo popolo deve essere pronto a morire per tutte queste quattro cause. Parla del glorioso passato dei loro avi. Ringrazia gli italiani per i loro servigi e li abbraccia tutti chiedendo loro perdono se mai avesse mancato loro in qualche occasione. Tutto il popolo greco e quello italiano disponibile si sono diretti alla grande chiesa dello Spirito Santo dove da mesi si celebrava la messa "contaminata" dai latini. Ma tutti quella sera pregano e si confessano a vicenda, anche i più accesi nemici dell'unione con Roma si stringono ai fratelli unionisti nella celebrazione della messa. Giungono anche gli ufficiali e l'imperatore. Quando poi tutti sono ai loro posti di combattimento, al Mesoteichion si dà ordine di sprangare le mura interne isolando quelle esterne: l'intenzione è di vincere o morire. L'imperatore percorre le mura sino all'ultima torre delle Blacherne da cui osserva il Mesoteichion a sinistra ed il Corno d'Oro a destra, parla con l'amico Giorgio Sfranze per più di un'ora, poi lo congeda. I due non si rivedranno mai più. Appena dopo il tramonto piove brevemente.
- Martedì 29 maggio: all'una e mezza del mattino viene dato l'ordine d'attacco: attaccano per primi i Basci-buzuk su tutta la linea, ma si fanno pericolosi solo nella valle del Lico, dove le mura sono in frantumi. Giustiniani e l'Imperatore, che si era portato lì per sostenere l'attacco, hanno avuto tutte le colubrine e tutti gli archibugi disponibili. Dopo due ore i Basci-buzuk si ritirano, ma hanno stancato il nemico. I difensori hanno poco tempo per riprendersi, poiché dalla collina discendono verso la valle del Lico i reggimento anatolici di Ishaq Pascià. La limitatezza degli spazi, le nuvole che velano la luna e la tenacia dei difensori fanno subire ingenti perdite agli anatolici (devoti musulmani e pronti a mettere piede nella città, al contrario dei Basci-buzuk). Dopo due ore una cannonata del mostro di Urban centra in pieno la palizzata demolendone gran parte; i difensori, accecati dalla polvere nera, non sono subito in grado di chiuderla e trecento soldati anatolici vi penetrano, ma si trovano di fronte l'Imperatore con le truppe greche che li massacrano. Questo scacco li mette definitivamente in fuga. Rincuorati, i difensori si adoperano per riparare la breccia. Tutti i settori della città hanno tenuto, ma l'attacco non è terminato. Attaccano poi i Giannizzeri su due file serrate, avanzando senza lasciarsi distogliere dai proiettili ma facendosi guidare dalla musica marziale; il sultano in persona li guida sino al fossato. Sono equipaggiati in modo eccellente e piazzano le scale dove non possano essere divelte. Ogni ondata fa posto alla successiva con disciplina. I cristiani combattono da più di quattro ore e sono sfiniti: alle loro spalle le campane suonano e un coro di voci si alza al cielo in preghiera. Per un'ora si combatte corpo a corpo, poi al congiungimento delle mura Teodosiane con quelle delle Blacherne dei turchi notarono che una porta, detta Kerkoporta, era stata lasciata aperta e vi entrano in una cinquantina. Sarebbero però stati tutti uccisi, se proprio in quel momento Giustiniani non fosse stato colpito da un colpo di colubrina. Le sue guardie chiedono all'imperatore la chiave per la città, poiché Giustiniani vuole essere portato via. I genovesi, confusi dall'accaduto e senza più vedere il loro comandante, credono che la città sia persa e cedono lasciando soli Costantino e i suoi Greci. Il Sultano, notando le difficoltà dei greci, grida che la città è presa. Un gigante di nome Hasan scala la palizzata con trenta giannizzeri, i greci contrattaccano ma diciassette turchi tengono la testa di ponte e poi vengono raggiunti da molti altri. I bizantini ripiegano nelle mura interne, ma dai bastioni sopra la Kerkoporta spuntano stendardi ottomani e tutti ritengono la città persa. L'imperatore, don Francisco de Toledo, Teofilo Paleologo e Giovanni Dalmata tengono per un po' la porta da soli, poi Teofilo grida che non vuol vedere la caduta della città e si lancia contro il fiume di giannizzeri. Il Basileus, strappatosi le insegne imperiali, segue il cugino e a sua volta è seguito dagli altri due. Molti fuggono verso il Corno d'Oro e Pera, ma a giorno fatto nessuno può più sfuggire ai turchi che a mezzogiorno hanno il controllo totale del mare e della città. Mehmet cerca di sapere che fine abbia fatto Costantino XI, non si riesce a sapere con esattezza come sia morto l'ultimo Basileus. Ora, egli era l'erede al trono dell'impero degli antichi Romani.
- Il 21 giugno: il Sultano e la corte fanno ritorno a Edirne.

### Fonti
- Ducas (XV secolo), Historia turco-bizantina 1341-1462, ed. Michele Puglia, Rimini, 2008, ISBN 88-8474-164-5.
- Georgii Sphrantzae Chronicon (XV secolo), ed. (1990) Roma, R. Maisano.
- Giorgio Sfranze, Paleologo, grandezza e caduta di Bisanzio, Palermo, 2008, ISBN 88-389-2226-8.
- Laonici Chalcocandylae historiarum demonstrationes (XV secolo), ed. E. Darkó, Budapest, 1922 e 1927.

### Studi
- Pertusi, Agostino [a cura di] (1976), La caduta di Costantinopoli, Milano, Mondadori (Fondazione Valla), 2 v.